# Tatsächlich… Bob

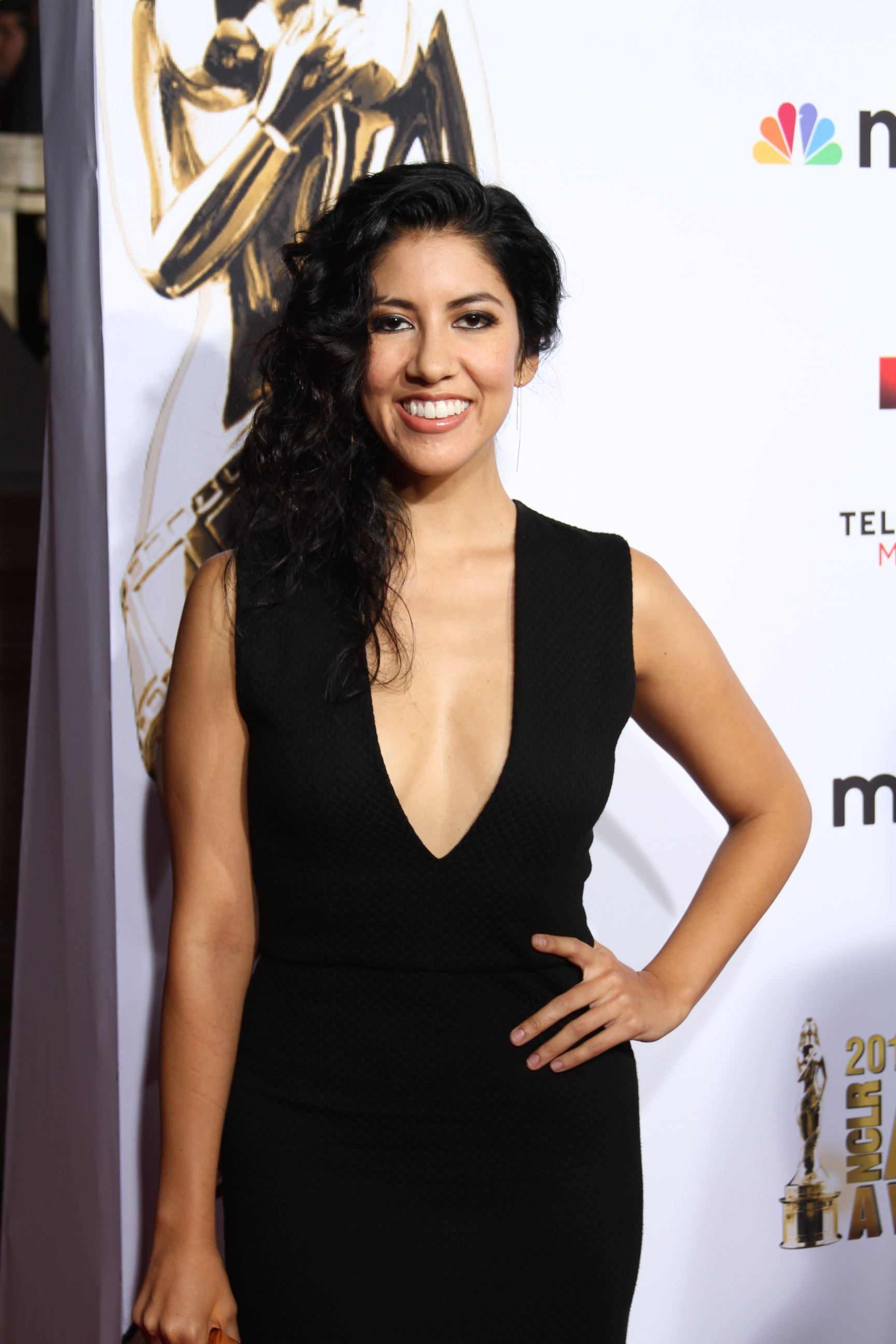
Stephanie Beatriz (2014)

Tatsächlich… Bob (Originaltitel Bob Actually) ist die neunte Folge aus der siebten Staffel der US-amerikanischen animierten Fernsehserie Bob’s Burgers und die 116. Folge insgesamt. Sie wurde von Steven Davis und Kelvin Yu geschrieben, Regie führte Chris Song. Gastauftritte haben in der Originalversion Stephanie Beatriz als Chloe Barbash, Daniel Van Kirk als Flips Whitefudge, Gabrielle Sanalitro als Isabella, David Herman als Mr. Frond und Martin, Melissa Bardin Galsky als Rezeptionistin und Ms. Jacobson, Sarah Baker als Ms. Selbo, Brian Huskey als Normalgroßer Rudy (Regular Sized Rudy), Brooke Dillman als Shelly, Jenny Slate als Tammy Larsen und Bobby Tisdale als Zeke. Die Erstausstrahlung erfolgte in den USA am 12. Februar 2017 auf Fox, die deutschsprachige Erstausstrahlung fand am 19. November 2017 auf Comedy Central statt. In dieser mit einem Primetime Emmy Award ausgezeichneten Valentinstagsfolge erleben die Belchers jeweils ihr eigenes Abenteuer zum Thema Liebe.

## Handlung
Am Valentinstag fragt der Normalgroße Rudy Louise Belcher (Kristen Schaal) in der Schule, ob sie während des Mittagessens in der Cafeteria sein wird, was sie bejaht. Rudy kauft daraufhin ein Bouquet Liebesunkraut von Zeke, woraufhin Louise beführchtet, dass er in sie verliebt sein könnte. Beim Mittagessen bittet Rudy Louise, das Bouquet und eine Karte Chloe Barbash zu geben. Louise willigt ein und ist zunächst erleichtert, dass Rudy in jemand anderes verliebt ist. Späterhin wird sie allerdings eifersüchtig auf Chloe. Als Rudy ihr die Notiz zeigt, die er von ihr erhalten hat, wird ihr klar, dass Chloe ihn lediglich benutzt, um an die Antworten eines Tests zu kommen. Louise stellt Chloe diesbezüglich zur Rede und versucht sie dazu zu zwingen, ihn zu küssen. Chloe weigert sich aber, sodass Louise beschließt, Rudy nach der Schule zu treffen. Dort erzählt sie ihm, dass Chloe nicht kommen wird, weil sie nicht in ihn verliebt ist, und sie überrascht ihn, indem sie ihn auf den Mund küsst. Danach gibt sie ihm eine Ohrfeige und bedroht ihn, damit er niemandem von dem Kuss erzählt.
Ihre Schwester Tina Belcher (Dan Mintz) leidet an Durchfall, nachdem sie am Vorabend ein Chiliwettessen mit ihren Geschwistern gewonnen hat. Daher kann sie nicht am „Himmelskuss“ (sky kiss) mit Jimmy Pesto jr. (H. Jon Benjamin) teilnehmen, bei dem sie auf einem Trampolin springen und sich dabei küssen. Gemäß ihrem Motto, dass nichts die Liebe stoppen kann, findet sie ein Paar Stelzen. Somit kann sie auf diesen stehen und Jimmy jr. küssen, während dieser auf dem Trampolin springt. Währenddessen trifft Gene Belcher (Eugene Mirman) die italienische Vertretungsköchin Isabella und hilft ihr dunkle Schokolade für ihren Freund Francesco herzustellen. Dabei entdeckt er seine Liebe zu dieser Art der Schokolade, die er zuvor nicht mochte.
Bob Belcher (H. Jon Benjamin) hat kein Geschenk für seine Frau Linda (John Roberts), daher nimmt er zusammen mit seinem Stammkunden Teddy (Larry Murphy) an einem Hip-Hop-Tanzkurs teil. Später tanzen Bob, Teddy, ihre Tanzlehrerin Shelly und ihr Sohn Flips Whitefudge als Geschenk für Linda Hip Hop vor dem Restaurant. Während Bob und Teddy im Tanzstudio sind, kommt Ms. Selbo ins Restaurant und erzählt Linda, dass sie mit ihrem Freund Martin Schluss gemacht hat. Linda denkt, dass dies kurz zuvor passiert ist, bis Ms. Selbo klarstellt, dass es bereits ein Jahr her ist und sie ihren ehemaligen Freund beobachtet, der sich im Restaurant auf der anderen Straßenseite befindet. Linda beschließt Martin herüber zu bringen, damit die beiden sich unterhalten können, aber als sie mit ihm zurückkommt, sehen sie, wie Ms. Selbo einen anderen Mann küsst.

## Rezeption
Alasdair Wilkins vom A.V. Club bewertete die Folge mit „A“ und schrieb: „[D]ie Sequenz belohnt Tinas und Jimmy Jr.s nun im Grunde offizielle Romanze mit einem verdammt guten Valentinstagskuss, gibt Bob und Linda einen süßen Moment nach dem wirklich albernen Hip-Hop-Tanz-Geschenk, lässt ein paar der anderen Verrückten der Stadt ihre eigenen Knutschereien bekommen… oh, und stimmt ja, geht einfach hin und macht Louise und Normalgroßen Rudy zu einem richtigen, waschechten Ding, etwas, das ich fordere, seit ich damit angefangen habe, Kritiken zu der Serie zu schreiben.“ Über Louise und den Normalgroßen Rudy fügte er hinzu, dass die „Serie […] auf etwas zwischen diesen zweien neugierig gemacht [hat]–zumindest in dem Sinne, dass Louise niemals absichtlich versucht hat, Rudy umzubringen oder anderweitig zu verletzen, was als eine wirklich empfindliche Stelle nach ihren Standards zählt–seit ihren Museum erkundenden, Zug ausraubenden frühen Tagen. Trotz all meiner Witze darüber hat die Serie nie wirklich eine Romanze nahegelegt, was es noch beeindruckender macht, wie schnell sie sich seitdem zu der Idee verpflichtet haben. Die Episode untergräbt geschickt Louises Erwartungen–und auch die von zumindest manchen Zuschauern–, indem Rudy in Wirklichkeit auf jemand anders steht, wodurch sich Louise weg von komischen, schlechten Gefühlen wie Hingezogen sein und Liebe und hin zu viel klareren, einfacheren Emotionen wie Eifersucht und Wut bewegt.“
Tatsächlich… Bob gewann einen Primetime Emmy Award in der Kategorie Outstanding Animated Program. Es ist der zweite Primetime Emmy Award der Serie, nachdem die Folge Masel Tina 2014 gewann.